# Белан (комуна)
Белан (рум. Bălan) — комуна у повіті Селаж в Румунії. До складу комуни входять такі села (дані про населення за 2002 рік):
- Белан (1043 особи) — адміністративний центр комуни
- Гелпия (489 осіб)
- Гилгеу-Алмашулуй (1082 особи)
- Кекіш (636 осіб)
- Кендря (886 осіб)

Комуна розташована на відстані 371 км на північний захід від Бухареста, 19 км на схід від Залеу, 47 км на північний захід від Клуж-Напоки.

## Населення
За даними перепису населення 2002 року у комуні проживали 4136 осіб.
Національний склад населення комуни:
| Національність | Кількість осіб | Відсоток |
| -------------- | -------------- | -------- |
| румуни         | 4105           | 99,3%    |
| цигани         | 20             | 0,5%     |
| угорці         | 8              | 0,2%     |
| німці          | 3              | 0,1%     |

Рідною мовою назвали:
| Мова      | Кількість осіб | Відсоток |
| --------- | -------------- | -------- |
| румунська | 4115           | 99,5%    |
| циганська | 18             | 0,4%     |
| угорська  | 3              | 0,1%     |

Склад населення комуни за віросповіданням:
| Релігія            | Кількість осіб | Відсоток |
| ------------------ | -------------- | -------- |
| православні        | 3277           | 79,2%    |
| п'ятдесятники      | 783            | 18,9%    |
| баптисти           | 31             | 0,7%     |
| греко-католики     | 9              | 0,2%     |
| римо-католики      | 3              | 0,1%     |
| реформати          | 2              | < 0,1%   |
| бретрени           | 2              | < 0,1%   |
| не релігійні       | 1              | < 0,1%   |
| не вказали релігію | 2              | < 0,1%   |